# Helkon Media (1991–2015)
Die Helkon Media AG (handelsrechtlich: HELKON MEDIA AG) war ein deutsches Medienunternehmen mit Sitz in München.
Bekannt wurde das Unternehmen (als Synonym des Neuen Marktes), als dessen Aktie (nach dem Ableben des Vorstandsvorsitzenden Werner Koenig) an einem Tag einen Kursverlust von 35 % erlitt.
Die im MDAX notierte Helkon Media AG war bis zu ihrer Insolvenz 2002 in den Bereichen Filmlizenzhandel, Filmproduktion und Filmverleih, schwerpunktmäßig im TV-Rechte-Handel (Kommerzfernsehen), tätig.
Die historische Helkon Media AG ist nicht zu verwechseln mit der 2010 in Berlin gegründeten Bijon Media AG, die Anfang 2016 den Namen Helkon Media AG annahm und seitdem in den gleichen Geschäftsfeldern tätig ist wie das gleichnamige historische Unternehmen.

## Geschäftstätigkeiten
Der Geschäftsbereich Filmlizenzgeschäft erfasste den Erwerb und die Lizenzierung von Filmauswertungsrechten.
Der Geschäftsbereich Filmproduktion wurde betreut durch die Helkon Media Filmproduktion GmbH und andere Tochtergesellschaften der Helkon Media AG.
Der Geschäftsbereich Kinofilmverleih platzierte Mainstream-Filme und Arthouse-Filme in den Kinos. Hinzu kam eine Kooperation mit der Buena Vista, die unter anderem vorsah, dass Buena Vista ihre eigenen Arthouse-Filme über die Helkon Media Filmverleih GmbH im deutschsprachigen Raum in die Kinos brachte und die Helkon-Gruppe im Gegenzug die Möglichkeit erhielt, für eigene Mainstream-Filme den Buena-Vista-Kinofilmverleih zu nutzen.

## Geschichte
Die Gesellschaft wurde 1991 von Werner Koenig und Martin Heldmann gegründet. Der Name „Helkon“ wurde aus den jeweils ersten drei Buchstaben der Gründernachnamen gebildet. Das Unternehmen hatte seinen Sitz zunächst in München.
1998 beteiligte sich Endemol an Helkon. 1999 erfolgte der Börsengang im Neuen Markt. Am 12. November 2000 verunglückte Werner Koenig tödlich bei einer Drehortbesichtigung in den Bergen von Verbier. Das Unternehmen musste als Reaktion auf die Kinowelt-Krise und drohende Kirch-Krise Herbst 2001 Restrukturierungsmaßnahmen einleiten. Im Mai 2002 schied auch der Vorstand und Co-Gründer Martin Heldmann aus dem Unternehmen aus. Zum 1. Juli 2002 wechselte die Aktie vom Neuen Markt in den Geregelten Markt. Als Grund wurden Kostenersparnisse angegeben. Die Helkon Media AG stellte im August 2002 einen Antrag auf Eröffnung des Insolvenzverfahrens. Das Unternehmen hat zu diesem Zeitpunkt 134 Mitarbeiter beschäftigt. Der Konzern verfügte über eine Filmbibliothek von mehr als 680 Titeln (Filmen), die sowohl deutsche als auch internationale Mainstream- und Arthouse-Filme umfasste.
Am 31. Dezember 2003 wurde das operative Geschäft vom Insolvenzverwalter eingestellt und eine Liquidation des Unternehmens eingeleitet. Die Notierung an der Börse endete am 11. November 2009 im Auftrag des Insolvenzverwalters.
Nach einer Mitteilung des Insolvenzgerichts München hat an dem Anfang des Jahres 2014 eine zu verteilende Insolvenzmasse im Wert von etwa 1,1 Mio. € bei zu berücksichtigenden Forderungen in Höhe von etwa 129,4 Mio. € bestanden. Damit konnte eine Insolvenzquote von 0,85 % ausgezahlt werden. 2015 wurde die Auflösung der Gesellschaft abgeschlossen.

## Tochterunternehmen
- Peppermint GmbH (Lizenzhandel)
- Helkon National Production GmbH (Filmproduktion)
- Helkon National Distribution GmbH (Filmverleih)
- Helkon Home Entertainment GmbH (DVD)
- Helkon SK, Ltd., London (Steuerersparnis)
- Helkon International Production, Inc., Los Angeles, München, New York
- Newmarket Capital Group, Los Angeles
- Musicplay GmbH, München
- EyeCMusic GmbH, Hamburg